# Luka Vuco (glazbenik)
Luka Vuco Luis (1948. − 2. veljače 2019.), bio je hrvatski glazbenik. Otac hrvatskih glazbenika Siniše i Hrvoja Vuce. Snimio je 2005. album pod etiketom Croatie Recordsa Bonaparte, Minnesota, Mediterane. Svih deset pjesama s toga albuma napisao mu je sin Siniša. Na albumu je ostvario suradnju s klapom Trilj.

## Vanjske poveznice
- Luka Vuco, Discogs